# ロシア演劇
ロシアの演劇（ロシアのえんげき）は、1917年の社会主義革命以前のロシア人による演劇をいう。それ以降のソビエト連邦内の多民族演劇を総称してソビエト演劇という。19世紀後半から1920年代までのスタニスラフスキー、ダンチェンコによるモスクワ芸術座や、メイエルホリドらによる活動は世界演劇に強烈な影響を与えた。

## 起源
ロシア最初の俳優はスコモローヒ（放浪芸人）と呼ばれていた。スコモローヒについては、キエフにあるソフィア寺院のフレスコ画に描かれているものが最古のもので、11世紀中頃とされる。そして17世紀末までは、このスコモローヒによる芸能が民衆の主要な娯楽であった。スコモローヒには楽師、歌い手、踊り手、調教された熊による芸を行う者などがいた。このようなことを行うのは、一般に貧しい放浪者であった。また、スコモローヒは徐々に興行のために見世物小屋（バラガン）を作るようになる。
16世紀中頃、ロシアでも宗教劇が行われる。「かまどの劇」「最後の審判の劇」「ロバに乗った行進の劇」がロシア最初の宗教劇とされる。
17世紀に入ると、ロマノフ王朝二代目皇帝のアレクセイ・ミハイロヴィチが、ヨーロッパの宮廷劇場をまねてロシア最初の宮廷劇場を作る。シメオン・ポロツキーが「ネブカドネザル王の喜劇」(後に「放浪息子の喜劇」と改題)を上演する等が行われた。建設にあたっては、大貴族（ボヤーリン）アルタモン・マトヴェーエフが中心となった。またルター派牧師のドイツ人ヨハン・ゴトフリード・グレーゴリに俳優術を教えるよう依頼するなどした。この宮廷劇場は建設された1672年からアレクセイの亡くなる1676年まで存続した。
その後ピョートル1世にロシアの首都がモスクワからサンクトペテルブルクへと移され、ヨーロッパで教育を受けていたピョートルはヨーロッパ文化をロシアへと広めた。また演劇にも関心を持ち、庶民啓蒙の手段として希望すれば誰でも観ることができるようにと劇場を建てた。
アンナ・イオアンノヴナの時代には国務より娯楽を好んだアンナの治世が、クーデターを引き起こすなどしたものの、その後のエリザヴェータの時代には科学や文化の発展が起こる。特に彼女はロシア初のプロ劇団形成へ、重要な役割を果たすことになる。

## 18世紀
フョードル・グリゴーリエヴィチ・ヴォルコフ（1729 - 63）が、1750年にヤロスラヴリにおいてロシア最古のプロの劇場を創設し、成功を収めていた。これを聞いたエリザヴェータはヴォルコフをペテルブルクへ招き、1756年に「喜劇および悲劇上演のためのロシア劇場」設立とそのための融資に関する勅令を出した。そして初の国立プロ劇団が出来た。これがアレクサンドリンスキー劇場の起源である。
また、モスクワにもエリザヴェータの元プロ劇団が作られ、これは後のマールイ劇場となる。そしてこれらの劇場は帝室劇場と呼ばれるようになる。
この頃には、裕福な貴族が自宅に劇場を作る習慣があった。俳優のほとんどは農奴であった。1757年にロシア最初の女優タチアーナ・トロエポーリスカヤが出た。
エカチェリーナ2世の時代には、1766年に舞台芸術に対する国家の支援の形や規模を定めた「劇場に所属する全ての人々に対する支出項目」という文書が公布された。そして1783年には国からの支援はないものの、自由に興行が出来るようになった。これは、国家の演劇の独占廃止に当たる。特に演劇はモスクワで盛んに行われた。
この頃、ロシア演劇はフランスの演劇を主にモデルとしていた。モリエール・デトゥシュ・レナルド・コルネイユ・ラシーヌなどの戯曲も多く上演されていた。1782年デニス・フォンヴィージン（フランス文化の崇拝者だった。ヴォルテール、ディドロ、ルソーらの思想）が「親がかり」で大成功を収めた最初のロシア戯曲であり、ロシアの現実を反映していた。ロシア独自の演劇の始まりに当たる。

## 19世紀 シェープキンからスタニスラフスキー
詳しくは「ミハイル・シェープキン」 「コンスタンチン・スタニスラフスキー」を参照
19世紀の初め、ロシア演劇界は芝居がかった演技（紋切り型）が幅を利かせていた。それを変えようとしたのがミハイル・シェープキンである。彼はロシアで最初にシェイクスピア劇を上演した一人でもあった。「ベニスの商人」（シャイロック役）
背が低く肥満であったものの、その高い演技力から多くの人を魅了する役者であった。そのシェープキン（シチェープキン）を尊敬し、自身のシステムを構築する際、それが偉大なロシアの俳優ミハイル・シェープキンが確立したさまざまな原理に多くの点で依拠していることを認めているとしたのがスタニスラフスキーであった。スタニスラフスキーは芝居がかった演技を変える訓練法を構築した。
また19世紀のロシア演劇は、ロシアの社会思想の表現者となり多くの作品が生まれた。グリボエードフ、プーシキン、ゴーゴリ、オストロフスキー、チェーホフなどが作品を残した。

## 20世紀 革命の影響-ソ連誕生から崩壊-
1917年に起こったロシア革命はロシア演劇にも大きな影響を与えた。1919年には全劇場が国有化された。(ただし国立と銘打ってあるものの実質的に経営はモスクワ市にゆだねられていた)
ソヴィエト政府は1921年1月、代表的劇場にアカデミー劇場の名称を与え教育人民委員部の直接管理下に置いた。モスクワのモスクワ芸術座、大劇場(=ボリジョイ劇場)、小劇場(=マールイ劇場)、サンクトペテルブルクのマリインスキイ劇場(現キーロフ記念オペラ・バレー劇場)、アレクサンドリンスキイ劇場、コミック・オペラ劇場(現小歌劇場)がそれである。
1932年には共産党中央委員会の”文学・芸術組織の改編についての決議”で社会主義リアリズムを基準に芸術評価をすることが決議され、すべての芝居を上演前に複数の委員会から承認を得なければならなくなる。そして1934年ソ連のスターリンにより、社会主義リアリズムが唯一公認の芸術様式となる。そしてスタニスラフスキー・システムがそれを体現する訓練法として、政府公認のものとなる。1917年の十月革命は演劇の革命として、メイエルホリドはロシア・アヴァンギャルドの芸術運動の中心になったものの社会主義リアリズムに反するとして、粛清された。
またこの時期は、ソ連の民族共和国(ソ連を構成する共和国)にロシアの劇場を義務的に設置していた(ロシア語と文化の普及のため)。演劇協会もあった。
ソ連では海外公演は文化省が許可しなければ行けなかった。また1956年設立の国家音楽委員会(ゴスコンツェルト)が管理をしていて、外からの公演も見る機会は限られていた。(日本からは1928年にモスクワ、レニングラードで俳優19人演奏者8人補助人員8人、市川左團次(二代目)が団長の歌舞伎公演、1961年河竹登志夫団長によるモスクワ、レニングラードでの俳優28人演奏家22人補助22人の歌舞伎公演などがある)
スターリンの死後、1950年代後半からはスターリン体制から離れた作品が登場する。ヴィクトル・ローゾフ、アレクサンドル・ヴォローディン、アレクセイ・アルブーゾフなどの劇作家が現れた。1970年代にはアレクサンドル・ヴァムピーロフ、リュドミーラ・ペトルシェフスカヤらの戯曲が生活の赤裸々な真実を書き、またこの時代は古典に向き合い現代の諸問題の答えを探す戯曲が流行していた。
ソ連の各共和国の国家管理の演劇協会は1987年に設立されたソ連演劇人連盟に加盟をすることに。ソ連崩壊の足音が近づく中、この頃から検閲等が過去のものになっていく。また演劇祭を開こうとする潮流があった。1992年に国際演劇同盟会議になりそして第一回国際チェーホフ演劇祭がモスクワで開かれた。そして二年に一度開催されるようになる。1998年にはSCOT鈴木忠志演出 『デュオニソス』 が日本から初参加。2001年にはチェーホフ演劇祭を基盤にモスクワで第三回演劇オリンピックが開催。これらによりソ連崩壊により混沌としたロシア演劇文化が世界と統合することに。

## 20世紀から現代
スタニスラフスキー・システムによる伝統が残り、心理を重んじる演劇がロシアの伝統となった。そして俳優訓練法の基礎としてスタニスラフスキー・システムが利用されている。またソ連時代までは国が演劇教育を管理していたが、今もその大枠は残っている。スターが母校で教鞭をとる伝統も存在する。また劇場に付属大学がある。演出家や俳優の大半は国立演劇大学の出身で、入学試験は数十倍の倍率である。
特にモスクワには数多くの劇場が存在している。以下が主要な劇場である。
モスクワの劇場
モスクワ芸術座・・・1960年代に停滞、1970年にオレグ・エフレーモフを演出に招く(モスクワ現代人劇場を創設、かつてモスクワ芸術座付属演劇大学で学び教鞭もとる)ことで社会的・政治的演目が増える。1973年にトヴェールスコイ大通りの新劇場と、トヴェールスカヤ通り(ゴーリキー通り)の旧劇場で対立が起こる。1986～7年に女優タチヤナ・ドロニナ(タチャーナ・ドローミナ)がトベリスコイ通りの新劇場で公演、ゴーリキー記念モスクワ芸術座を名乗る。旧劇場はソビエト以前のスタイルになる。ゴーリキー記念モスクワ芸術座は現在では存在感が薄いとされる。2000年、芸術監督にオレグ・タバコフを招く。
マールイ劇場・・・ロシアの俳優の基礎を築く。パーヴェル・モチャロフ、ミハイル・シェープキン、グリケリヤ・フェドトワなどの俳優。オストロフスキーの48戯曲が全てマールイ劇場初演。現代では古典作品一辺倒で、伝統を守る姿勢を貫いている。俳優ユーリー・サローミンが今の中心。シェープキン記念演劇大学が付属されている。
ワフダンコフ記念劇場・・・スタニスラフスキーの教え子、エヴゲーニイ・ワフダンコフ(イェヴゲニー・ヴァフタンゴフ) が1920年初頭に設立。ワフダンコフは本番中も稽古中も即興を重視、祭りのように華やかで幻想的な舞台芸術を目指した。俳優ミハイル・ウリヤノフが長年けん引。
- マヤコフスキー記念劇場
- モスクワ現代人劇場・・・オレグ・ニコラエヴィチ・エフレーモフ(1925-1987)が1956年に立ち上げる
- タガンカ劇場
- オレグ・タバコフ劇場・・・エヴゲニー・ミローノフはロシア一の俳優ともいわれる。
- ピョートル・フォメンコ工房
- 舞台劇術スタジオ
- レンコム劇場
- 民族劇場
- ドラマ芸術学校
- ゴーゴリセンター
- 舞台芸術・演出センター
- プラクチカ劇場

サンクトペテルブルクの主要劇場
アレクサンドリンスキー劇場・・・廃れていたが2003年からワレリー・フォーキンが芸術監督に
マールイ・ドラマ劇場・・・1944年開設。レフ・アブラモヴィチ・ドージン(ポストソヴィエト演劇の重要人物、1944年生まれ)が主導。1989年に’ヨーロッパの劇場’の地位をヨーロッパ演劇同盟総会決議で与えられる。
ボリジョイドラマ劇場・・・20世紀後期を主導、ギオルギー・アレクサンドロヴィチ・トフストノーゴフ(1915-1989)が黄金期を築く。グルジア首都トビリシで生まれた彼は、モスクワの国立舞台芸術大学で学んだ後にボリジョイドラマ劇場(BDT)で主に活躍した。1956年にやってきた際のBDTは芳しい状況ではなかったものの、これを国中で最も成功したといえる劇団に作り変えた。エヴゲーニー・レーベジェフ、パーヴェル・ルスペカーエフ、キリール・ラヴローフ、オレグ・バシラシヴィリ、エフィム・コペリャン、セルゲイ・ユールスキー、タチヤーナ・ドローニナ(ゴーリキー記念モスクワ芸術座を主導)、アリーサ・フレインドリフなど名優を輩出。また1983年、1987年には日本にも来ている。スタニスラフスキーシステムを使用。
レンソビエト・サンクトペテルブルク劇場・・・1933年、メイエルホリドの弟子イサク・クロールらが設立
ヴェーラ・コミッサルジェフスカヤ記念劇場・・・ヴェーラ・コミッサルジェフスカヤ(1864～1910 アレクサンドリンスキー劇場)が設立。ヴェーラとマリヤ・エルモロワがロシア演劇において二大スターとされる。
ヤロスラヴリ
フョードル・ヴォルコフ記念ヤロスラヴリ・ドラマ劇場 など
エカテリンブルク
コリャダ劇場 など
オムスク
オムスク・ドラマ劇場 など
ノボシビルスク
クラースヌィ・ファーケル劇場 など

## ロシアの演劇教育
ソヴィエト時代に5つの大規模な教育機関が作られている。
- 国立舞台芸術大学…後にロシア舞台芸術アカデミーに、モスクワにあり最古の一つである。ヨーロッパ最大の演劇大学であり、世界最大とも。1878年に音楽・演劇芸術愛好者協会が音楽・演劇学校をつくり、音楽・演劇専門学校…と改称し現在に至る。2011年に大学となる。俳優学部、演出学部、音楽劇場学部、演劇研究学部、バレエ振付学部、軽演劇・軽音楽学部、プロデューサー学部、舞台装飾学部がある。
- モスクワ芸術座付属演劇学校…ダンチェンコが1943年モスクワに設立、最も権威がある
- マールイ劇場付属M・S・シチェープキン記念高等演劇学校…1809年にアレクサンドル一世によりモスクワに帝室演劇学校が作られ、高等演劇学校→1938年に今の名に。最も正しいロシア語が使われている。
- エヴゲーニー・ワフダンコフ記念劇場付属ボリス・シューキン記念演劇大学…モスクワ
- ペテルブルク国立舞台芸術アカデミー